# فرانشيسكو مورانو
فرانشيسكو مورانو (بالإيطالية: Francesco Morano)‏ (و. 1872 – 1968 م) هو عالم عقيدة، وفيزيائي، وكاهن كاثوليكي من إيطاليا . ولد في إيطاليا .
توفي في الفاتيكان ، عن عمر يناهز 96 عاماً.

## مناصب
تولى منصب أسقف .